# فروکتوئوسو ریورا

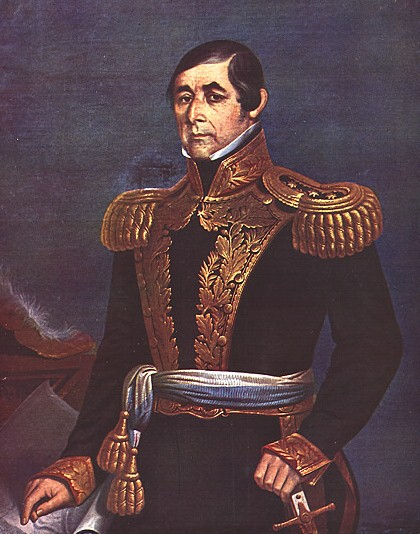
نگاره‌ای از فروکتوئوسو ریورا، نظامی و سیاست‌مدار

فروکتوئوسو ریورا (دورازنو، ۲۷ اکتبر ۱۷۸۴ - ملو، ۱۳ ژانویه ۱۸۵۴) یک نظامی و سیاستمدار با سابقه طولانی و مشارکت فعال در باندا اورینتال بود. او از جنگ‌های استقلال پس از خروج از آرتیگویسمو از نیروهای بریتانیا، پرتغال، برزیل و آلگاروه حمایت کرد و به باشگاه بارون پیوست. او بنیانگذار حزب کلرادو و اولین رئیس‌جمهور قانون اساسی جمهوری شرقی اروگوئه بود.